# Бен Александер
Бен Александер (енгл. Ben Alexander; 13. новембар 1984) професионални је рагбиста и репрезентативац Аустралије, који тренутно игра за Брамбисе. Висок 189 cm, тежак 120 kg, сезону 2006-2007 провео је у енглеској другој лиги, играјући за екипу Бедфорд. Лета 2007. вратио се у матичну Аустралију, где је играо у националном рагби шампионату и супер рагби лиги. За брамбисе је до сада одиграо 117 утакмица и постигао 95 поена. У најјачој лиги на свету дебитовао је 2008. против Квинсленд Редса. За репрезентацију Аустралије дебитовао је у Сиднеју 2009 против селекције Француске. За "валабисе" је до сада одиграо 72 утакмице и постигао 20 поена. Освојио је куп три нације 2011.